# ميكي تومسون
ميكي تومسون (بالإنجليزية: Mickey Thompson)‏ هو سائق سباق ومخترِع أمريكي، ولد في 7 ديسمبر 1928 في ألهامبرا في الولايات المتحدة، وتوفي في 16 مارس 1988 في جبال سان غابرييل في الولايات المتحدة.